# فرودگاه شهرستان سوانه
فرودگاه شهرستان سوانه (به انگلیسی: Suwannee County Airport) یک فرودگاه همگانی بهره‌برداری هوایی است که یک باند فرود آسفالت دارد و طول باند آن ۱۲۳۰ متر است. این فرودگاه در کشور ایالات متحده آمریکا قرار دارد و در ارتفاع ۳۲ متری از سطح دریا واقع شده است.